# ماستنگ (اسب)

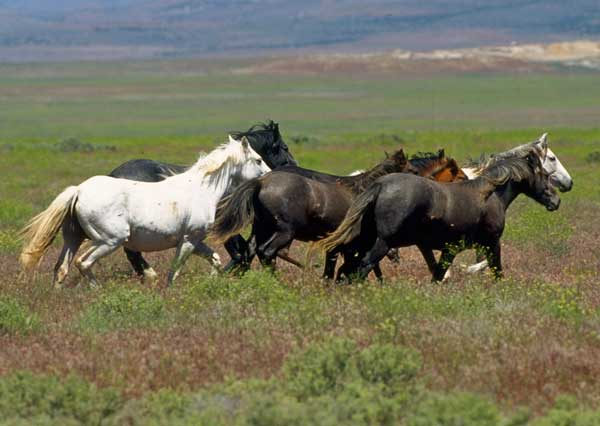

ماستنگ (به انگلیسی: Mustangs) نوعی اسب رمیده است که در غرب آمریکای شمالی زندگی می‌کند و از نسل اولین اسب‌هایی است که اسپانیایی‌ها به آمریکا آوردند.